# Сорвиголова (сезон 1)
Первый сезон американского телевизионного веб-сериала «Сорвиголова», который основан на одноимённом персонаже комиксов Marvel. В сезоне Мэтт Мёрдок / Сорвиголова, слепой адвокат и начинающий борец с преступностью, противостоит могущественному криминальному боссу Уилсону Фиску / Кингпину. Сериал входит в Кинематографическую вселенную Марвел (КВМ). Сезон производится компанией Marvel Television совместно с АВС Studios, DeKnight Prods. и Goddard Textiles. Стивен С. Денайт является шоураннером сезона, а создатель сериала Дрю Годдард — консультантом.
Чарли Кокс играет роль Мёрдока, а Винсент Д’Онофрио — Фиска. Также главные роли исполняют Дебора Энн Уолл, Элден Хенсон, Тоби Леонард Мур, Вонди Кёртис-Холл, Боб Гантон, Айелет Зорер и Розарио Доусон. Работа над «Сорвиголовой» началась в конце 2013 года, когда в декабре был нанят Годдард. Денайт заменил его на посту шоураннера, а Кокс получил ведущую роль в мае 2014 года. Сериал основанный на наиболее тёмных и зрелых элементах исходного материала был снят в Нью-Йорке с октября по декабрь 2014 года. Стефани Маслански разработала костюмы для сезона, а красный костюм Сорвиголовы был спроектирован Райаном Майнердингом и художниками по костюмами Marvel Studios. Сезон содержит отсылки на другие проекты КВМ, включая предстоящие сериалы Netflix.
Премьера первых двух эпизодов сезона состоялась в Лос-Анджелесе 2 апреля 2015 года, а полный сезон из 13 эпизодов, стал доступен на Netflix 10 апреля того же года. Как было отмечено, сериал получил высокий рейтинг просмотров. Критики высоко оценили игру актёров, в частности, Д’Онофрио, и более мрачный тон и сюжет сериала по сравнению с другими проектами КВМ. Тем не менее, местами замедленная скорость развития событий и красный костюм Сорвиголовы получили некоторые критические отзывы. Первый сезон получил две номинации на премию «Эмми» в области креативного искусства — за визуальные эффекты, созданные Shade VFX, и редактирование звука. Сериал был продлён во второй сезон 21 апреля 2015 года.

## Эпизоды
| № общий | № в сезоне | Название                                                  | Режиссёр          | Автор сценария                    | Дата премьеры  |
| --- | ---------- | --------------------------------------------------------- | ----------------- | --------------------------------- | -------------- |
| 1 | 1          | «На ринге» «Into the Ring»                                | Фил Абрахам       | Дрю Годдард                       | 10 апреля 2015 |
| Мэтт Мёрдок и Фогги Нельсон открывают свою юридическую контору и знакомятся с Карен Пейдж. Используя костюм и маску мстителя, Мэтт пытается выяснить, что знает Карен, и спасти её от преследователей. |            |                                                           |                   |                                   |                |
| 2 | 2          | «Истерзанный» «Cut Man»                                   | Фил Абрахам       | Дрю Годдард                       | 10 апреля 2015 |
| Фогги пытается обеспечить Карен комфорт после травматической ситуации, которую она пережила. Тем временем, Мэтт, пытаясь спасти мальчика, попадает в ловушку русской мафии и знакомится с медсестрой Клэр Темпл. Она узнает его личность и помогает ему. |            |                                                           |                   |                                   |                |
| 3 | 3          | «Кролик в снежной буре» «Rabbit in a Snowstorm»           | Адам Кейн         | Марко Рамирес                     | 10 апреля 2015 |
| Карен просит журналиста Бена Уриха найти связь "Union Allied" с мафией. Джеймс Уэсли нанимает «Нельсон и Мёрдок» для защиты Джона Хили, но Мэтт чует что-то неладное в деле. |            |                                                           |                   |                                   |                |
| 4 | 4          | «В крови» «In the Blood»                                  | Кен Джиротти      | Джо Покаски                       | 10 апреля 2015 |
| Фиск оказывает знаки внимания Ванессе. Русские пытаются найти мстителя, похитив Клэр, но Мэтт спасает её. Бен Урих с неохотой соглашается работать с Карен. |            |                                                           |                   |                                   |                |
| 5 | 5          | «Мир в огне» «World on Fire»                              | Фаррен Блэкберн   | Люк Калто                         | 10 апреля 2015 |
| Мэтт начинает искать Владимира, лидера русской мафии. Тот сам охотится за мстителем, считая, что он убил его брата. Фиск встречается с наркобароншей мадам Гао, чтобы наладить поставки, и приглашает Ванессу на ужин. Прежде чем Мёрдок находит Владимира, Адскую кухню сотрясает серия взрывов.                                                                                                |            |                                                           |                   |                                   |                |
| 6 | 6          | «Приговорённые» «Condemned»                               | Гай Ферленд       | Джо Покаски и Марко Рамирес       | 10 апреля 2015 |
| Мэтт спасает Владимира и пытается отбиться от коррумпированных полицейских, отправленных Фиском. В итоге, Владимир сообщает мстителю полезную информацию. Фогги, Карен и Клэр имеют дело с последствиями взрывов. |            |                                                           |                   |                                   |                |
| 7 | 7          | «Стик» «Stick»                                            | Брэд Тёрнер       | Даг Петри                         | 10 апреля 2015 |
| Стик, слепой учитель Мэтта, объявляется в Нью-Йорке. Он просит помощи у Мэтта, чтобы победить якудзу, доставляющую в город оружие под названием "Черное Небо". |            |                                                           |                   |                                   |                |
| 8 | 8          | «Тени на стекле» «Shadows in the Glass»                   | Стивен Серджик    | Стивен С. Денайт                  | 10 апреля 2015 |
| На протяжении эпизода показан флэшбек о нелегком детстве Фиска. Уилсон все больше сближается с Ванессой, а Мэтт и Фогги объединяются с Карен и Беном, чтобы разоблачить Фиска. Но в итоге Фиск сам публично заявляет о себе. |            |                                                           |                   |                                   |                |
| 9 | 9          | «Дьявольские речи» «Speak of the Devil»                   | Нельсон Маккормик | Кристос Гейдж и Рут Флетчер Гейдж | 10 апреля 2015 |
| «Нельсон и Мёрдок» пытаются разоблачить Фиска. Фиск подстраивает смерть Елены Корденас, чтобы выманить мстителя. На пирсе тот сталкивается с Нобу в костюме ниндзя и с трудом убивает его. Позже объявляется сам Фиск и жестоко избивает Мэтта. |            |                                                           |                   |                                   |                |
| 10 | 10         | «Нельсон против Мёрдока» «Nelson v. Murdock»              | Фаррен Блэкберн   | Люк Колто                         | 10 апреля 2015 |
| Фогги узнает личность мстителя. Мэтт рассказывает Фогги о том, как он стал мстителем. Карен и Бен пытаются узнать что-то о прошлом Фиска. Фиск устраивает благотворительный вечер, на котором случается трагедия. |            |                                                           |                   |                                   |                |
| 11 | 11         | «Путь праведника» «The Path of the Righteous»             | Ник Гомес         | Стивен С. Денайт и Даг Петри      | 10 апреля 2015 |
| Фиск привозит отравленную Ванессу в больницу, и её уносят в реанимацию. Мэтт находит Мелвина Поттера, портного Фиска, и просит его о помощи. Уэсли похищает Карен и угрожает ей, но она выхватывает пистолет и убивает его. |            |                                                           |                   |                                   |                |
| 12 | 12         | «Те, кого мы оставляем позади» «The Ones We Leave Behind» | Эйрос Лин         | Дуглас Петри                      | 10 апреля 2015 |
| Фиск обнаруживает мертвого Уэсли. Мэтт пытается выследить мадам Гао и китайские триады, распространяющие наркотики в Нью-Йорке. Бен пытается написать изобличительную статью о Фиске, но его увольняют. Он решает загрузить статью в интернет, но находит в доме Фиска. Тот после короткого разговора убивает Уриха.                                                                             |            |                                                           |                   |                                   |                |
| 13 | 13         | «Сорвиголова» «Daredevil»                                 | Стивен С. Денайт  | Стивен С. Денайт                  | 10 апреля 2015 |
| Фиск уличает Оулсли в случае на вечере. Тот сообщает ему, что он прячет детектива Хоффмана, осведомленного о всех делах Фиска. Фиск убивает Оулсли и отправляет полицию к Хоффману. Мэтт спасает Хоффмана, заставляет его раскрыть все, что он знал. Начинаются массовые аресты помощников Фиска. Арестовывают также его самого. Фиск пытается сбежать, но его останавливает Мэтт в новой броне. |            |                                                           |                   |                                   |                |

## В ролях
| - Чарли Кокс — Мэтт Мёрдок / Сорвиголова - Дебора Энн Уолл — Карен Пейдж - Элден Хенсон — Франклин «Фогги» Нельсон - Тоби Леонард Мур — Джеймс Уэсли - Вонди Кёртис-Холл — Бен Урих - Боб Гантон — Лиланд Оулсли - Айелет Зорер — Ванесса Марианна - Розарио Доусон — Клэр Тэмпл - Винсент Д’Онофрио — Уилсон Фиск / Кингпин | - Питер Макробби — Лэнтом - Роб Морган — Тёрк Баррет - Ройс Джонсон — Бретт Махони - Дэрил Эдвардс — Карл Хоффман - Крис Тардио — Кристиан Блейк - Вай Чинг Хо — Гао - Питер Шинкода — Нобу Йошиока | - Николай Николаефф — Владимир Ранскагов - Сьюзан Варон — Джози - Джеффри Кантор — Митчелл Эллисон - Адриан Ленокс — Дорис Урих - Джудит Дельгадо — Елена Корденос - Эми Рутберг — Марси Шталь - Том Уокер — Фрэнсис |

## Производство

### Разработка
В октябре 2013 года Marvel и Disney объявили, что Marvel Television и ABC Studios выпустят на Netflix сериалы о Сорвиголове, Джессике Джонс, Железном Кулаке и Люке Кейдже, которые объединятся в мини-сериале, основанном на комиксе «Защитники». Дрю Годдард был назначен на должность исполнительного продюсера и шоураннера «Сорвиголовы», однако в мае 2014 года было объявлено, что Годдард ушёл с посте шоураннера, чтобы сосредоточиться на работе над художественным фильмом, основанным на комиксе Marvel «Зловещей шестёрке» для Sony Pictures Entertainment. Его сменил Стивен С. Денайт. Годдард, который написал первые два эпизода, остался с шоу в качестве консультанта и исполнительного продюсера. Было также объявлено, что полное название сериала будет Marvel’s Daredevil. Первый сезон состоит из тринадцати часовых эпизодов; Денайт, Годдард, Джеф Лоуб, Джим Чори, Дэн Бакли, Джо Кесада, Стэн Ли, Алан Файн, Синди Холланд, Крис Хенигман, Элли Госс и Питер Фридландер стали исполнительными продюсерами проекта.

### Сценарий
Сезон напрямую не адаптирует ни одну сюжетную линию комиксов; Денайт отметил, что было более важно сосредоточиться на «передаче духа комиксов». Он заявил, что поддержка «креативных идей» компанией Netflix в сочетании с ограничениями Marvel на использование их собственности, привели к тому, что ему пришлось отдалиться от исходного материала, вместе с тем придерживаясь характеров персонажей и их историй. Он был удивлён тому, как «все с энтузиазмом взглянули свежим взглядом на то, что мы делали, и действительно старались». Винсент Д’Онофрио назвал стиль повествования сериала Netflix в большей мере «13-ти часовым фильмом», чем сериалом, и отметил, что чтобы рассказать историю и «быть более точными» потребуется время. Дебора Энн Уолл сказала, что по её мнению одной из самых важных тем сериала — нормальные люди, которые повлияли на «казалось бы непреодолимые обстоятельства», причем на главном месте здесь не способности Сорвиголовы или квалификация персонажей, а их готовности к помощи людям.
Хотя сезон был намного более жёстоким, чем предыдущие работы КВМ, Денайт почувствовал, что сексуальное насилие это «слишком», сказав, что «„Сорвиголова“ не требовал много сексуальных сцен, тем более, что Мэтт Мёрдок не в том настроении, чтобы вступать в романтические отношения — это просто не вписывалось в сезон. Я думаю, что в будущем это может измениться, но я никогда не ставил сексуальный подтекст на главное место в шоу. Думаю, что раз „Сорвиголова“ стал хитом, и люди были действительно положительно о нём отзываются, вы можете увидеть более взрослый мир в „Джессике Джонс“».
Говоря о том, как в сезоне появляется имя Сорвиголова, Денайт объяснил, что было рассмотрено несколько вариантов, например «одна из версий в комиксах, где, когда он был ребёнком, люди обзывали его Сорвиголовой», что не вписывалось в мир сериала; или когда Бен Урих даёт персонажу имя, однако эта версия не подошла по времени — Урих погибает до того, как был представлен последний костюм Сорвиголовы. Было решено, что вместо того, чтобы произнести имя Сорвиголовы вслух, проще представить его через СМИ как газетный заголовок. О том, почему это не было сделано для прозвища Уилсона Фиска — Кингпин — Денайт заявил, что он это ощущалось "немного глупо … [если] бы мы сделали так: «О, они назвали его Сорвиголовой! О, они назвали его Кингпином!», но не смог придумать ещё один естественный способ появления имени Кингпин, поэтому было решено оставить для следующих сезонов.

### Кастинг
Основной актёрский состав включает Чарли Кокса в роли Мэтта Мёрдока / Сорвиголовы, Деборы Энн Уолл в роли Карен Пейдж, Элдена Хенсона в роли Франклина «Фогги» Нельсона, Тоби Леонарда Мура в роли Джеймса Уэсли, Вонди Кёртиса-Холла в роли Бена Уриха, Боб Гантон в роли Лиланда Оулсли, Айелет Зорер в роли Ванессы Марианны, Розарио Доусон в роли Клэр Тэмпл и Винсента Д’Онофрио в роли Уилсона Фиска.
В июле 2014 года было объявлено, что Питер Шинкода получил второстепенную роль в сериале — Хаширо. В марте 2015 года стало известно, что на самом деле он сыграет Нобу Йошиоку; среди других противников Сорвиголовы были названы мадам Гао, Владимир Ранскагов и Тёрк Баррет, роли которых получили Вай Чинг Хо, Николай Николаефф и Роб Морган соответственно. Также, список второстепенных персонажей включает Митчелла Эллисона в исполнении Джеффри Кантора, Елену Карденас в исполнении Джудит Дельгадо, Карла Хоффмана в исполнении Дэрила Эдвардса, Бретта Махони в исполнении Ройса Джонсона, Дорис Урих в исполнении Адриан Ленокс, отца Лэнтома в исполнении Питера Макробби, Марси Шталь в исполнении Эми Рутберг, Кристиана Блейка в исполнении Криса Тардио, Джози в исполнении Сьюзан Варон и Фрэнсиса в исполнении Тома Уокера.

### Дизайн
Художник по костюмам Стефани Маслански перед тем, как начать дизайн костюмов, прочитала сценарии первых двух эпизодов и некоторые наброски сценариев дальнейших эпизодов и разработала «твёрдое понимание» сюжетных арок персонажей и общую историю. Она также учитывала требования каскадёров к особенностям костюмов, а также задавала вопросы о создании более сложных костюмов в стиле ретро.
Чёрный костюм Мёрдока в начале сезона (называемый съёмочной группой «нарядом для мстителя») вдохновлён костюмом персонажа из комикса «Человек без страха» Фрэнка Миллера, а не более традиционным красным рогатым костюмом. Это было сделано для того, чтобы подчеркнуть формирование характера Мэтта Мёрдока как Сорвиголовы — костюм развивается постепенно по мере развития персонажа. Главный креативный директор Marvel Comics Кесада разработал внешний вид героя основаясь на наработках Денайта. О процессе разработки образа Денайт сказал следующее: «Мы испробовали практически всё в области дизайна. Мы экспериментировали со множеством разных масок. Одна из версий — лыжная маска с закрытыми глазами. Мы всё пробовали, пока не нашли что-то, что только что ощущалось правильно». Денайт и Кесада объяснили, что идея заключалась в том, чтобы Мёрдок начинал с самодельного наряда, который больше подходит для «реального мира» сериала, а затем меняет его на классический костюм Сорвиголовы. Маслански отметила, что они хотели, чтобы наряд «выглядел как что-то, что Мэтт Мёрдок мог собрать сам — либо заказать через интернет, либо купить в городском магазине… мы выбрали для него довольно практичные варианты. Он носит плотно прилегающие к телу рубашки, а штаны из армейского или военно-морского магазина». Что касается чёрной маски, Маслански отметила, что был необходим баланс между эстетикой и безопасностью, и что он был сделан из нескольких слоёв хлопковой сетки, которые «действительно плотно прилегали к голове», но также позволили Коксу видеть сквозь маску.
О красном костюме Маслански сказала: «Мы хотели, чтобы он выглядел милитаристским и функциональным, но также драматичным и сексуальным», добавив, что это было сложно сделать его практичным. Перед началом работы над костюмом Кесада связался с Райаном Майнердингом и другими художниками и дизайнерами костюмов Marvel Studios, которые предложили свои дизайнерские идеи; в конечном итоге был выбрана идея Майнердинга. Кесада, который ранее работал художником для комиксов о Сорвиголове, внёс несколько предложений, включая отражение в костюме духа Нью-Йорка; это привело к использованию заклёпок и «архитектурных» форм. Костюм должен был выглядеть как кевларовый жилет, а чёрные секции — оммаж на комиксы, в которых художники выделяют некоторые области красного «более тёмными тенями». Майнердинг отметил сложность проектирования маски на верхнюю половину лица, которая должна была соответствовать с нижней половине лица актёра, «потому что половина его лица закрыта и имеет статичное выражение, а нижняя часть лица должна менять выражения». Энди Парк спроектировал дубинки, которые использует Сорвиголова; обсуждался вопрос закрепить ли дубинку на правой ноге, учитывая, что и Кокса, и его дублёр Крис Брюстер правши, но в конечном итоге было решено оставить крепление с левой стороны, как в классических комиксах. Денайт объяснил, что у костюма Сорвиголовы нет эмблемы «DD» на груди, как изображено в комиксах, потому что Мёрдок получает своё прозвище только после того, как был представлен костюм. Он также отметил, что эмблема является «одной из наиболее проблематичных эмблем среди всех супергеройских костюмов», и что костюм Сорвиголовы в комиксах «очень трудно перенести на экран, особенно в этом мрачном мире [сериала]».
Многие из мужских персонажей сериала часто ходят в костюмах, с которыми Маслански было удобено иметь дело после работы в качестве дизайнера костюмов над «Белым воротничком». Костюмы Мёрдока отличаются скорее по текстуре, чем по цвету, имея ограниченную палитру, учитывая, что персонаж не может видеть цвет одежды. Размер Кокса изменялся на протяжении съёмок, так как он продолжал качаться. Для создания солнцезащитных очков Мёрдока Маслански работал с мастером по бутафории Майклом Йортнером; они стремились сделать что-то, что вписывается в современный мир, но отдать дань уважения «тому, что было знакомо фанатам». Для Кокса было создано около ста различных версий оправ на выбор. Работая над образами женских персонажей сериала Маслански смотрела на их предысторию: Пейдж с её мечтами и фантазиями о жизни в Нью-Йорке подражала Кэтрин Хепбёрн и Лорен Бэколл, одеваясь в «ретро, узкие юбки, плотно прилегающие к телу, и тонкие платья»; в то время как Марианна появляется в сериале как таинственная, но гламурная роковая женщина, одевающаяся в дорогую одежду от кутюр — «ей было необходимо обратить на себя внимание [Фиска]. Он не стал бы ухаживать за дамочкой в старых джинсах и футболке».

### Съёмки
В феврале 2014 года Marvel объявил, что съёмки сериала будут проходить в Нью-Йорке. В апреле 2014 года Кесада подтвердил эту информацию, сообщив, что помимо студии, съёмки будут проходить в районах Бруклине и на Лонг-Айленде, которые всё ещё напоминают старую Адскую кухню. Лоуб объявил, что съёмочный процесс «Сорвиголовы» начнётся в июле 2014 года, в Денайт подтвердил, что старт съёмок запланирован на текущий месяц. Бюджет составил 56 млн долл., а рабочим названием сериала было «Блеф» (англ. Bluff). Проект получил 14,3 млн долл. в соответствии с Нью-йоркской программой налоговых кредитов для кино и телевидения. Съёмки были завершены 21 декабря 2014 года. В Нью-Йорке использовались следующие локации: районы Уильямсберг, Гринпойнт и Бушуик в Бруклине; Парк Эйба Лебвола в Ист-Виллидж; кегельбан Уайтстоун Лейнс в Флашинге, Куинс; здание суда округа Нью-Йорк (только наружные сцены); бруклинская ратуша; сады на крыше Рокфеллеровского центра; Бруклинский колледж (для флэшбеков об учёбе Мёрдока и Нельсона в колледже); район Челси на Манхеттене; и мост Хоневелл на Лонг-Айленде.
Эпизод Cut Man завершается продолжительной экшен-сценой, снятой одним кадром. Денайт назвал её «самой сложной экшен-сценой» в сериале из-за технических сложностей во время съёмок; её авторами он назвал Годдарда, режиссёра эпизода Фила Абрахама, координатора трюков Филипа Дж. Силвера и оператора сериала Мэтта Ллойда. Он также сообщил, что вдохновением для этой сцены послужил фильм «Рейд». В отличие от фильма, где «есть в запасе пара недель», у команды сериала было лишь несколько дней на подготовку и реализацию этой сцены; для успешной съёмки потребовалось сделать семь или восемь дублей. Силвера объяснил, что сцена всегда была написана для съёмки одним кадром и что изначально он планировал прибегнуть к сдвигу кадров, однако Абрахам предложил команде сделать всё вживую, что позволило драке выглядеть более реалистично — «замедлить бой, и просто показать это неприкрытое, животное чувство». В конечной сцене присутствуют так называемые Texas Switches (смена актёра на каскадёра и обратно), но тем не менее снята одним кадром.
Говоря о сцене в эпизоде In the Blood, в которой Фиск дверцей машины отрубает голову Анатолию Ранскагову, Денайт заметил, что в таких телесериалах, как «Спартак» или «Ходячие мертвецы» была бы обязательно показана окровавленная голова, что, по его мнению, логичный для них ход, однако в «Сорвиголове» был выдержан скорее стиль «Психо» — «вы видели последствия этого, однако не видели того, как дверь отрубает голову… Несомненно присутствуют звуковые эффекты. Это очень пугающая сцена без элементов хоррора».

### Визуальные эффекты
Визуальные эффекты сериала были созданы нью-йоркской студией Shade VFX; в «Сорвиголове» более 1000 кадров с визуальными эффектами. Исполнительный менеджер по визуальным эффектам Брайан Госвин объяснил, что работа компании включала создание цифровых двойников, когда трюки были небезопасны для актёров или каскадёров, а также сцены кровопролития и раны, учитывая, что «высокий уровень насилия и кровопролития в „Сорвиголове“» отличает сериал от других проектов Marvel и определяет место действия сериала как «более реалистичное и тёмное место, настоящие улицы Нью-Йорка».
Среди кадров, созданных Shade VFX — «видение» Мэтта Мёрдока, то, как он «видит», с помощью других усиленных чувств. Показ «видения» лишь один раз за сезон Денайт объяснил тем, что в бюджете было заложено несколько таких кадров, причём как минимум два уже были созданы. Второй кадр был вырезан по нескольким причинам, в том числе, чтобы не терять уникальность явления и поддержать драматический тон сериала. Эффект также должен был быть показан в эпизоде Stick, где зрители увидели бы, как Мёрдок увидел Стика, когда он бросал ему ключи, а затем как его «видение» оттачивается с годами, когда Стик бросает дубинки в повзрослевшего Мёрдока. В этом случае работа не была завершена вовремя. Другое предполагаемое использование было в эпизоде The Ones We Leave Behind, когда Мёрдок встречает китайского рабочего и понимает, что он слеп. Последнее использование эффекта должно было быть в эпизоде Daredevil, когда камера показывает реакцию Пейдж, когда Мёрдок говорит ей, что они могут работать вместе. Здесь эффект скрывал все нюансы её выражения лица, поэтому было принято решение его удалить.

### Музыка
Композитор Джон Песано начал работу над саундтреком «через пару недель после начала постпродакшена»; на сочинение музыки к каждому эпизоду у него уходило по четыре-пять дней. Песано подсчитал, что каждый эпизод содержит 25-30 минут музыкального сопровождения. Начиная работу, Песано ориентировался на Денайта, у которого «было очень чёткое представление того, что он хочет — музыку которую чувствуешь и необязательно слышишь». В результате получилась более сдержанный для супергеройского жанра саундтрек, хотя, когда вводится каноничный красный костюм, музыка начинает «менять оттенок» и становиться ближе к КВМ. Большая часть музыки является электронной, однако по возможности также было использовано и живое исполнение, например виолончель. Вместо того, чтобы «нагнетать напряжение» с помощью барабанов, Песано использовал звуки сердцебиения, что соответствовало минималистическому стилю сериала и перекликалось с тем, что Сорвиголова способен слышать сердцебиение людей. Hollywood Records выпустил альбом с саундтреком в цифровом формате 27 апреля 2015 года.
Автор музыки Джон Песано, если не указано отдельно.
| №                   | Название                | Музыка                        | Длительность |
| ------------------- | ----------------------- | ----------------------------- | ------------ |
| 1.                  | «Main Title»            | John Paesano & Braden Kimball | 1:04         |
| 2.                  | «Fogwell's Gym»         |                               | 3:53         |
| 3.                  | «Battlin' Jack Murdock» |                               | 3:05         |
| 4.                  | «Hallway Fight»         |                               | 4:26         |
| 5.                  | «Union Allied»          |                               | 1:51         |
| 6.                  | «Passenger Side»        |                               | 2:57         |
| 7.                  | «A World on Fire»       |                               | 1:26         |
| 8.                  | «Ben Urich»             |                               | 3:09         |
| 9.                  | «Stick»                 |                               | 2:11         |
| 10.                 | «Wilson Fisk»           |                               | 4:38         |
| 11.                 | «Worthy Opponents»      |                               | 2:28         |
| 12.                 | «Avocados at Law»       |                               | 1:42         |
| 13.                 | «Man of Ill Intent»     |                               | 3:45         |
| 14.                 | «The Suit»              |                               | 5:43         |
| 15.                 | «Daredevil»             |                               | 1:41         |
| Общая длительность: | Общая длительность:     | Общая длительность:           | 41:45        |

### Связь с КВМ
В феврале 2015 года Эмма Флейшер из Marvel Television сообщила, что события «Сорвиголовы» развиваются после «Мстителей», однако "связь с миром «Агентов „Щ.И.Т.а“» не будет явной. Мы находимся в своём собственном уголке [КВМ]". Короче говоря пришельцы спустились с неба и разрушили город, а это история о возрождении Адской кухни". Связью со вселенной КВМ можно назвать персонажа Карла «Крашера» Крила, который упоминается как соперник Джека Мёрдока в его последнем бою и который появляется в «Агентах „Щ.И.Т.а“» в исполнении Брайана Патрика Уэйда; Сиротский приют святой Агнес, где выросли Мэтт Мёрдок и Скай из «Агентов „Щ.И.Т.а“»; эмблема на героине мадам Гао — отсылка на противника Железного Кулака, Стального Змея; и упоминание корпорации Roxxon Oil, присутствующей в КВМ.
Финальная сцена эпизода Stick, в которой показан разговор между Стиком и Стоун намекает на дальнейшие связи между сериалом и другими проектами КВМ так же, как и сцены после титров в фильмах Marvel; она не могла идти после титров, так как Netflix начинает показ следующего эпизода во время титров текущего. На этапе написания сценария были разговоры о том, чтобы в конце финального эпизода сезона сделать ещё одну сцену, в которой Лиланд Оулсли попытался бы сбежать из Нью-Йорка, только чтобы неожиданно быть убитым Карателем. В кадре не было бы видно лицо актёра, но показывала бы отличительный «череп» персонажа. Идея была отвергнута из-за системы показа Netflix, и Оусли был в конечном счёте убит Фиском в одном из эпизодов, а представление Карателя было оставлено на второй сезон.

## Релиз
Первый сезон «Сорвиголовы» был выпущен 10 апреля 2018 года на стриминг-сервисе Netflix; он стал доступен на всех территориях в качестве Ultra HD 4K. 14 апреля 2015 года «Сорвиголова» стал первым сериалом Netflix, получившим аудиодескрипцию — аудиосопровождение, «описывающее происходящее на экране, в том числе физические действия, эмоции персонажей, костюмы, интерьер и смену сцен». На 16 апреля количество нелегальных скачиваний по всему миру достигло 2,1 миллиона раз; по данным компании Excipio, отслеживающей пиратство, за тот период времени лишь «Игра престолов» была скачена большее количество раз. Странами-лидерами по нелегальной загрузке стали Бразилия (190,274 торрент-загрузок), Индия (149,316), США (144,351), Великобритания (119,891), Франция (105,473) и Австралия (101,025). За исключением Индии, в то время Netflix был доступен во всех этих странах. Сезон получил улучшенное качество HDR при выпуске постпродакшн продавцом Deluxe.

### Маркетинг
В октябре 2014 года на New York Comic Con были показаны первые кадры из сериала. В январе 2015 года одновременно с объявлением даты премьеры сериала был выпущен первый постер к сезону. В следующем месяце, 4 февраля, был выпущен тизер-трейлер. Меррилл Барр из Forbes отметил мрачный тон трейлера, напоминающий больше «Стрелу» DC Comics, чем телесериал Marvel на канале ABC; он также удивился времени выхода трейлера — после Super Bowl XLIX — а не во время показа фильмов «Мстители: Эра Альтрона» или «Человек-муравей», которые могли бы создать «самому свежему и рискованному шоу» дополнительную рекламу. В марте 2015 года были выпущены дополнительные постеры, на которых были представлены все основные персонажи на фоне Башни Мстителей, а также заметный в отражении красный костюм Мёрдока. В преддверии премьеры первого сезона началась кампания по уличной рекламе — в двенадцати городах по всему миру различные художники создали настенные росписи. 2 апреля 2015 года премьера сериала состоялась в Regal Entertainment Group в развлекательном центе L.A. Live, где были представлены первые два эпизода.

### Медиа
Сезон был выпущен на DVD в Регионе 2 и Blu-ray в Регионе B 3 октября 2016 года, в Регионе 1 и Регионе A 8 ноября 2016 года и в Регионе 4 7 декабря 2016 года.

## Реакция

### Аудитория
Поскольку Netflix не раскрывает количество зрителей любых оригинальных сериалов, компания Luth Research собрала данные сезона на основе выборки из 2500 подписчиков Netflix, которые смотрят с компьютеров, планшетов или смартфонов (Luth Research не отслеживает просмотр Netflix на телевизорах, будь то подключенные к интернету экраны или те, которые подсоединены к потоковым медиаплеерам или игровыми консолями). По их данным, приблизительно 10,7 % подписчиков (около 4,4 миллионов) посмотрели хотя бы один эпизод «Сорвиголовы» в первые 11 дней на Netflix, с 2,3 % (940 тысячами) просмотрами в первый день. В своём отдельном исследовании Netflix отметил, что именно пятый эпизод сезона «зацепил» зрителей «до такой степени, что они [продолжили смотреть] весь первый сезон».

### Отзывы критиков

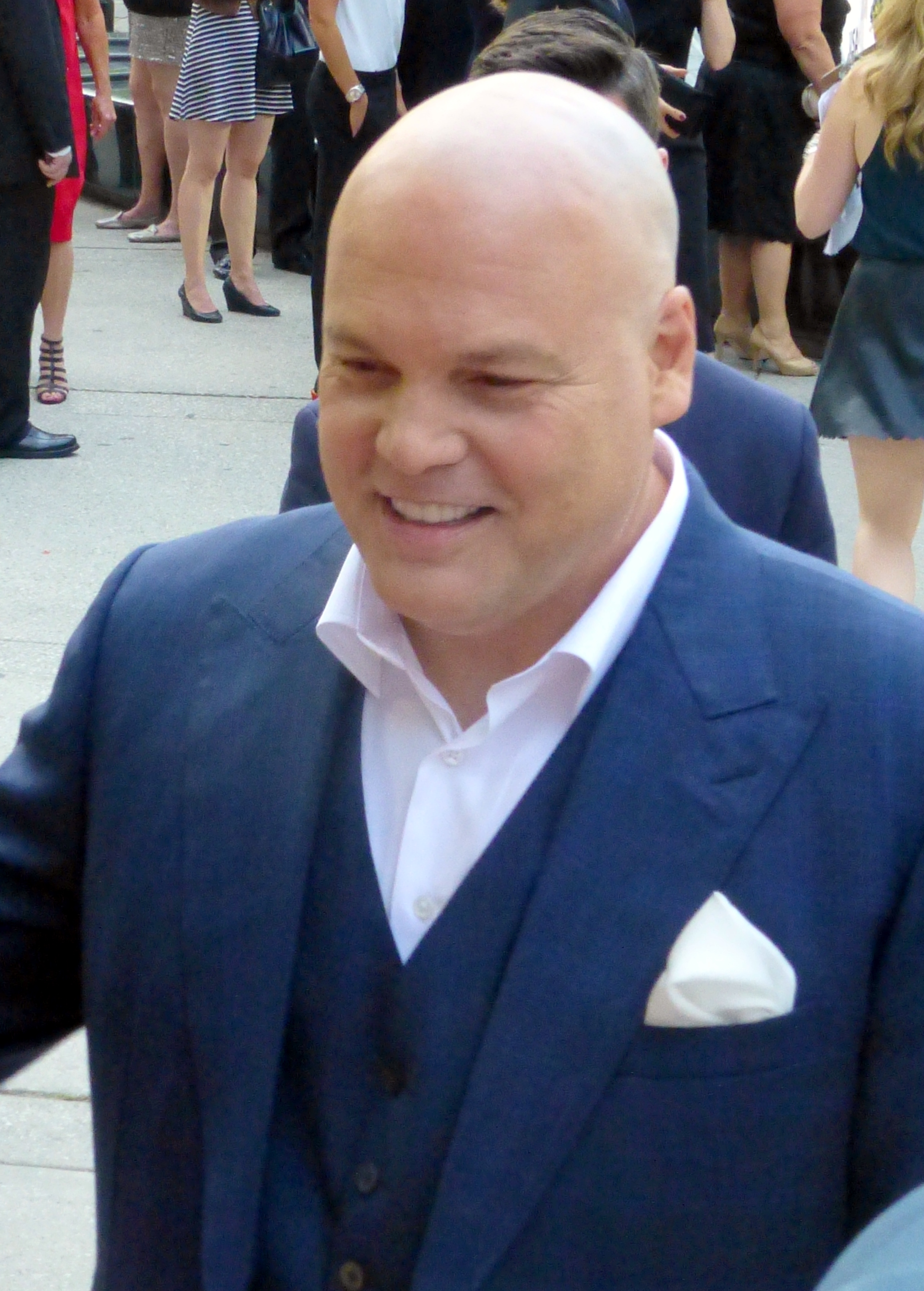
Винсент Д’Онофрио в роли Уилсона Фиска стал одним из самых ярких моментов сезона по мнению критиков.

На сайте-агрегаторе Rotten Tomatoes сезон держит 99 % «свежести» на основе 69 отзывов со средним рейтингом 8,1/10. Критический консенсус сайта гласит: «Имея большую степень приверженности к исходному материалу, высокое качество съёмок и серьёзную драматическую составляющую, „Сорвиголова“ выделяется эффектной историей становления супергероя, смелым процедуалом и захватывающим экшен-сценами». На Metacritic сезон получил 75 баллов из ста на основе 22-х «в целом благоприятных» отзывах критиков.
В обзоре первых пяти эпизодов сериала Брайан Лоури из Variety сказал, что "по сравнению с опытом Marvel с "Агентами "Щ.И.Т."а" для ABC, система Netflix платы за просмотр явно предоставляет свободу" в плане того, что может быть сделано и показано в шоу. Мэтт Пэтчес из Esquire добавил: «Стиль шоу перерабатывает слащавость и эстетику Железного человека, Тора, Капитана Америки с добавлением нео-нуара. Годдард и Денайт топят „Сорвиголову“ в тьме и крови». Он сравнил «Сорвиголову» с «телевизионным спин-оффом» фильмов Кристофера Нолана о Бэтмене и похвалил актёрскую игру Кокса и Д’Онофрио, однако раскритиковал сюжетную линию с Нельсоном и Пейдж, отметив, что медленный темп «Сорвиголовы», в котором история может быть растянута несколько больше, чем нужно, может быть проблемой для любителей смотреть сериалы запоем. Виктория Макналли из MTV сказала, что экшен-сцены в ранних эпизодах были «сняты красиво», одобрив небольшое использование CGI, а также назвала Хенсона «отличным и бесконечно забавным» в роли Нельсона.
Эрик Айзенберг из Cinema Blend также положительно отозвался о первых эпизодах, сказав: «Это умно, интересно, и содержит столь шокирующие моменты, что вам придется подавлять крик. Достаточно сказать, что у Marvel и Netflix получили ещё один удачный проект»; он также похвалил актёрскую игру. Говоря о первых двух эпизодах Марк Хьюз из Forbes дополнительно похвалил сериал: «Вот так просто Marvel в „Сорвиголове“ показывает одну из величайших когда-либо снятых кино-становлений супергероев. Она находится в той же высший категории историй становления, как и фильмы „Бэтмен: Начало“, „Железный человек“ и „Супермен“». Хьюз отметил, что если бы первые два эпизода были выпущены в кинотеатрах лишь с небольшими изменениями, они были «восприняты как один из лучших фильмов Marvel на данный момент». Майк Хейл из New York Times был более сдержан относительно сериала, назвав его обычным, признавшись в завышенных требованиях от сериала из-за своей любви к комиксам; тем не менее он был восхищён внимательностью и серьёзностью, с которой была сделана серия. Он назвал темп сериала «неторопливым», но «приятным изменением», а актёрскую работу Кокса — «разделённой», хваля его как Мёрдока и критикуя как Сорвиголову. В общем Хейл положительно оценил актёрский состав и, в конечном счёте, заключил, что судя по первым пяти эпизодам «Сорвиголова» «в высшей степени смотрибельное» шоу, но это не Сорвиголова из комиксов.
Обозреватель IGN Мэтт Фаулер, оценив все эпизоды второго сезона по отдельности, дал сезону общую оценку 9 из 10, сказав, что сезон вышел «удивительным» и что хотя он мог бы побольше «набрать обороты» по мере приближения к финальному акту, сериал был «захватывающей и весьма удовлетворительной экранизацией материалов и историй о Сорвиголове. Одно это, подобно первому фильму Фавро о Железном человеке, помогло вдохнуть новую жизнь и привлечь новых фанатов к персонажу Marvel из второго эшелона». Он особенно высоко оценил актёрскую игру Д’Онофрио, держащие в напряжении боевые сцены, тот факт, что герой много «получает по шапке», и уникально мрачную для КВМ атмосферу. Лиз Шеннон Миллер в отзыве для Indiewire оценила его на B+, и, хотя сериал получился не вполне «денайтовским», The Wire похвалил шоу, отметив её стиль и сюжет, а также актёрскую игру всего состава, особенно Д’Онофрио, Кёртиса-Холла и Кокса. Она положительно оценила уровень насилия в сериале, и все его «жестокие» и «красивые» боевые сцены, то, как сериал показывает последствия событий фильмов для обычных людей, при этом строя свою собственную вселенную в уже сложившейся КВМ. Алан Сепинволл из HitFix также похвалил актёров и персонажей, в особенности Д’Онофрио, и отметил, что сериал выиграл от гораздо более узкого фокуса, чем фильмы Marvel или другие серии. Он бы хотел, чтобы «мир в огне» Мёрдока показывался чаще и добавил, что для классического костюма Сорвиголовы, который «не может быть хорошо передан на экране», можно применить «некоторые изменения».

### Награды
Кокс был награждён Обществом слепых Америки за «выдающиеся достижения в улучшении качества жизни незрячих людей». Открывающие титры сериала, созданные для сезона выиграли награду Ассоциации онлайн-кино и телевидения и были номинированы (уступили титрам сериала «Манхэттен») на Премию «Эмми» в области креативного искусства за выдающийся дизайн главных титров.
Сезон был включён во многие рейтинги лучших сериалов 2015 года: People (1-е место, вместе с «Джессикой Джонс»), Business Insider (3-е место), TV Guide и Digital Spy (7-е место) и Slate (23-е место). Сезон также был включён в список лучших сериалов по версии журнала Vanity Fair. «Сорвиголова» стал седьмым по популярности запросом в Google среди сериалов в 2015 году.
| Год  | Награда                                       | Категория                                                                   | Номинант             | Результат |
| ---- | --------------------------------------------- | --------------------------------------------------------------------------- | -------------------- | --------- |
| 2015 | Премия «Эмми» в области креативного искусства | Выдающиеся специальные и визуальные эффекты во второстепенной роли          | «Speak of the Devil» | Номинация |
| 2015 | Премия «Эмми» в области креативного искусства | Прайм-таймовая премия «Эмми» за выдающиеся специальные визуальные эффекты   | «Speak of the Devil» | Номинация |
| 2015 | EWwy Awards                                   | Лучший второстепенный актёр в драматическом телесериале                     | Винсент Д’Онофрио    | Номинация |
| 2015 | Camerimage                                    | Лучшая работа оператора — пилотный эпизод                                   | «Into the Ring»      | Номинация |
| 2015 | Премия Гильдии киноактёров                    | Лучший каскадёрский ансамбль в телесериалах                                 | Сорвиголова          | Номинация |
| 2016 | Общество специалистов по визуальным эффектам  | Выдающиеся визуальные эффекты во второстепенной роли в фотореальном эпизоде | «Speak of the Devil» | Номинация |
| 2016 | Golden Reel Awards                            | Телевидение — Короткая форма, диалог и ADR                                  | Сорвиголова          | Номинация |
| 2016 | Империя                                       | Лучший телесериал                                                           | Сорвиголова          | Номинация |
| 2016 | Сатурн                                        | Лучший актёр второго плана                                                  | Винсент Д’Онофрио    | Номинация |
| 2016 | Сатурн                                        | Лучший приглашённый актёр на телевидении                                    | Скотт Гленн          | Номинация |
| 2016 | Сатурн                                        | Лучший актёр на телевидении                                                 | Чарли Кокс           | Номинация |
| 2016 | Сатурн                                        | Лучший новый медиасериал                                                    | Сорвиголова          | Победа    |